# Війни початку сучасної епохи

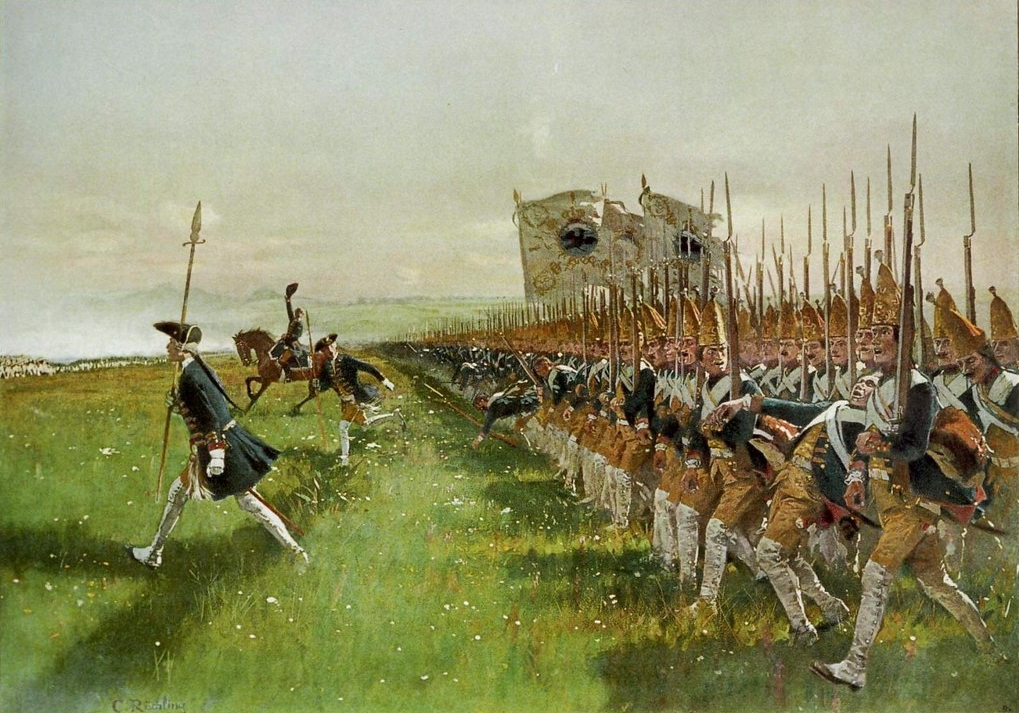
Прусська піхота просувається у рядах та колоннах. Формування у Битві біля Гогенфрідбергу в 1745

Війна першого покоління — війни Нового часу, які велися лінійним ладом за допомогою гладкоствольної зброї. Термін введений американським експертом Вільямом Ліндом в 1989 році для аналізу еволюції завдань морської піхоти США. Війна першого покоління відображала реалії початкового періоду американської державності. Це класична війна, де багато що залежало від генерального бою і геніальності полководця. Вершиною воєн першого покоління названі Наполеонівські війни.
У вітчизняній літературі до воєн першого покоління відносять війни періоду рабовласництва та феодалізму, тоді як Новоєвропейські війни лінійної тактики і гладкоствольної зброї вважаються війнами другого покоління (В. І. Сліпченко). Іноді до воєн першого покоління у вітчизняній літературі відносять навіть первісні міжплемінні сутички (Н. Коньков)